# اچ‌ام‌اس کورنوالیس (۱۹۱)
اچ‌ام‌اس کورنوالیس (۱۹۱) (به انگلیسی: HMS Cornwallis (1901)) یک زیردریایی است که طول آن ۴۳۲ فوت (۱۳۲ متر) می‌باشد. این زیردریایی در سال ۱۹۰۱ ساخته شد.